# Dwór w Budziszowie Wielkim
Dwór w Budziszowie Wielkim – zabytkowy dwór z XV w., w miejscowości Budziszów Wielki – wsi w Polsce, w województwie dolnośląskim, w powiecie jaworskim, w gminie Wądroże Wielkie.

## Opis
Dwukondygnacyjny dwór zbudowany na wzniesieniu na planie litery "U" zwieńczony jest dachem czterospadowym z lukarnami. W XVI wieku dobudowano skrzydło centralne. W nim umieszczone jest główne wejście do dworu. W 1806 r. rozbudowano obiekt przez dodanie skrzydła wschodniego. W XIX w. drogę do dworu od północy obsadzono lipami i kasztanowcami.